# MGM Grand Garden Arena
Эм-джи-эм Гранд Гарден-арена (англ. MGM Grand Garden Arena) — это многоцелевая арена на 17 000 мест, расположенная на территории комплекса MGM Grand на Лас-Вегас-Стрип в Лас-Вегасе.

## События

### Спортивные мероприятия
Арена известна многочисленными боксёрскими супербоями — такими, как Майк Тайсон против Эвандера Холифилда, Эвандер Холифилд против Майка Тайсона II, Оскар Де Ла Хойя против Флойда Мэйвезера, Оскар Де Ла Хойя против Мэнни Пакьяо, Флойд Мэйвезер против Сауля Альвареса и Флойд Мэйвезер против Мэнни Пакьяо.
По состоянию на май 2015 года, на MGM Арене прошло 32 события под эгидой Ultimate Fighting Championship, начиная с UFC 34 и недавним UFC 187. Большинство важных боёв проводилось на этой арене, в том числе и UFC 40, который помог UFC выйти из банкротства в 2002 году. 2015 году на MGM арене прошел бой Конора Макрегора и Жозе Альдо, который закончился победой ирландца за 13 секунд. Другой бой ирландца, который прошел здесь состоялся с Нейтом Диасом. Победу одержал американец.
7 сентября 1996 года бой Брюс Селдон против Майка Тайсона был проведён здесь; именно той роковой ночью был застрелен рэпер Тупак Шакур (который присутствовал в тот вечер).

### События UFC
- UFC 34, 2 ноября 2001
- UFC 36, 22 марта 2002
- UFC 40, 22 ноября 2002
- UFC 52, 16 апрель 2005
- UFC 54, 20 август 2005
- UFC 56, 19 ноябрь 2005
- UFC 66, 30 декабрь 2006
- UFC 71, 26 май 2007
- UFC 74, 25 август 2007
- UFC 141, 30 декабрь 2011

### Майвезер — Пакьяо

Постер к бою Пакьяо — Майвезер на MGM Grand Garden арене

2 мая 2015 года в Лас-Вегасе на MGM Grand Garden арене состоялся самый ожидаемый бой современности между американцем Флойдом Мейвезером и филиппинцем Мэнни Пакьяо. Ещё до начала боя его назвали боем века, но, как это часто бывает, в схватке двух первоклассных мастеров, которые не дают друг другу показать всё лучшее, что они демонстрируют в поединках с другими соперниками, бой получился не зрелищный, а скорее напоминал высокоскоростную «шахматную партию».
Первые 2 раунда прошли в разведке, в которых точнее в своих действиях был Мейвезер. Однако начиная с 3 раунда, Пакьяо удалось перехватить инициативу и уже в 4 филиппинец провёл хорошую контратаку, которая встряхнула Мейвезера, заставив того закрыться в блоке возле канатов, но развить успех Мэнни не сумел. В целом, бой получился довольно конкурентным и близким, с не столь большим, но достаточным для победы преимуществом Мейвезера. Большинство фанатов и любителей бокса бой разочаровал.
На послематчевой и последующих пресс-конференциях, Пакьяо заявлял, что за 3 недели до боя у него произошёл разрыв одной из связок правого плечевого сустава.
Этот бой стал самым прибыльным за всю историю бокса. Мейвезер получил 120$ млн, а Пакьяо 100$ млн без учёта продаж телевизионных трансляций. Общий доход от боя составил больше полмиллиарда долларов.

## Галерея

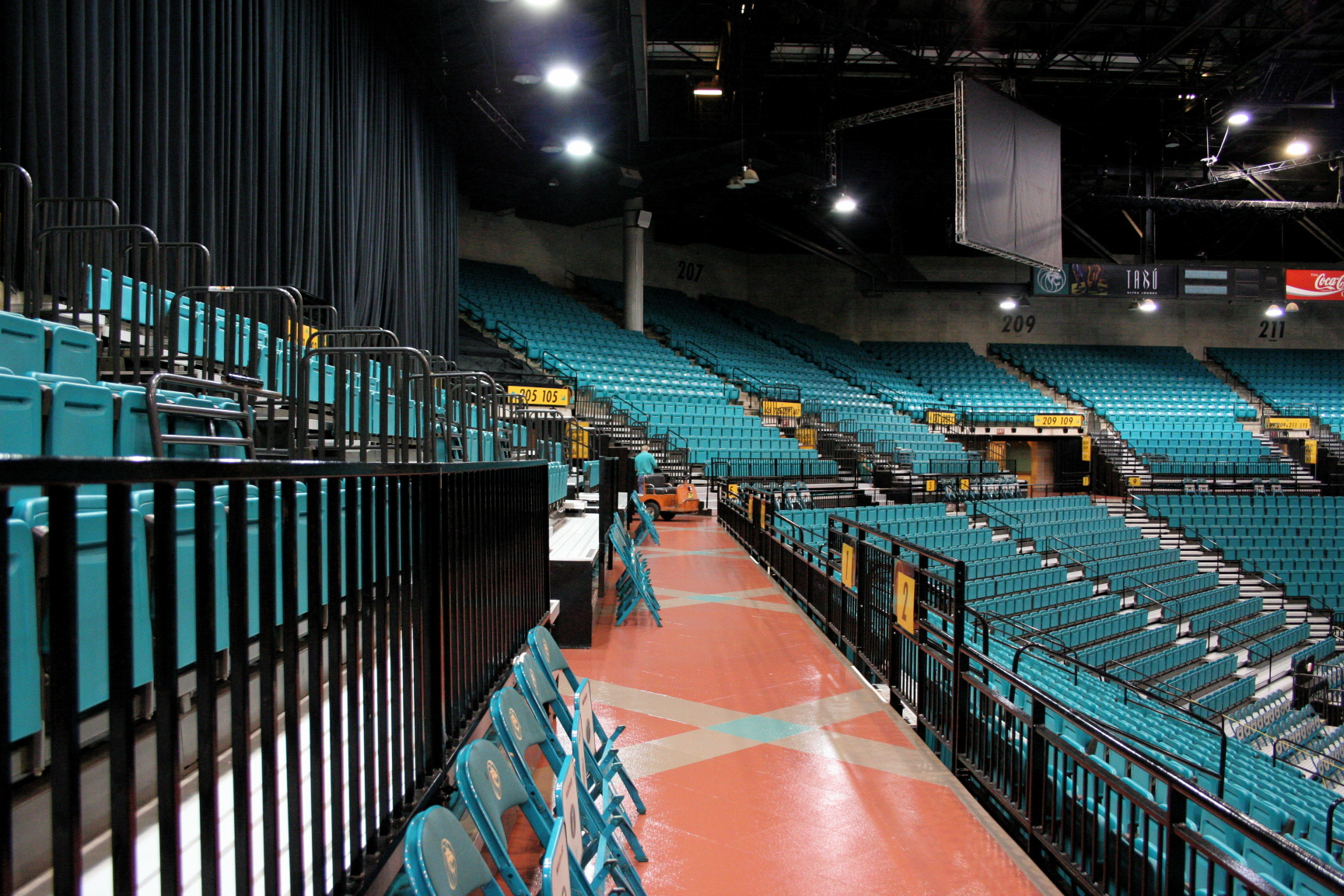
Трибуны MGM Grand Garden Arena.
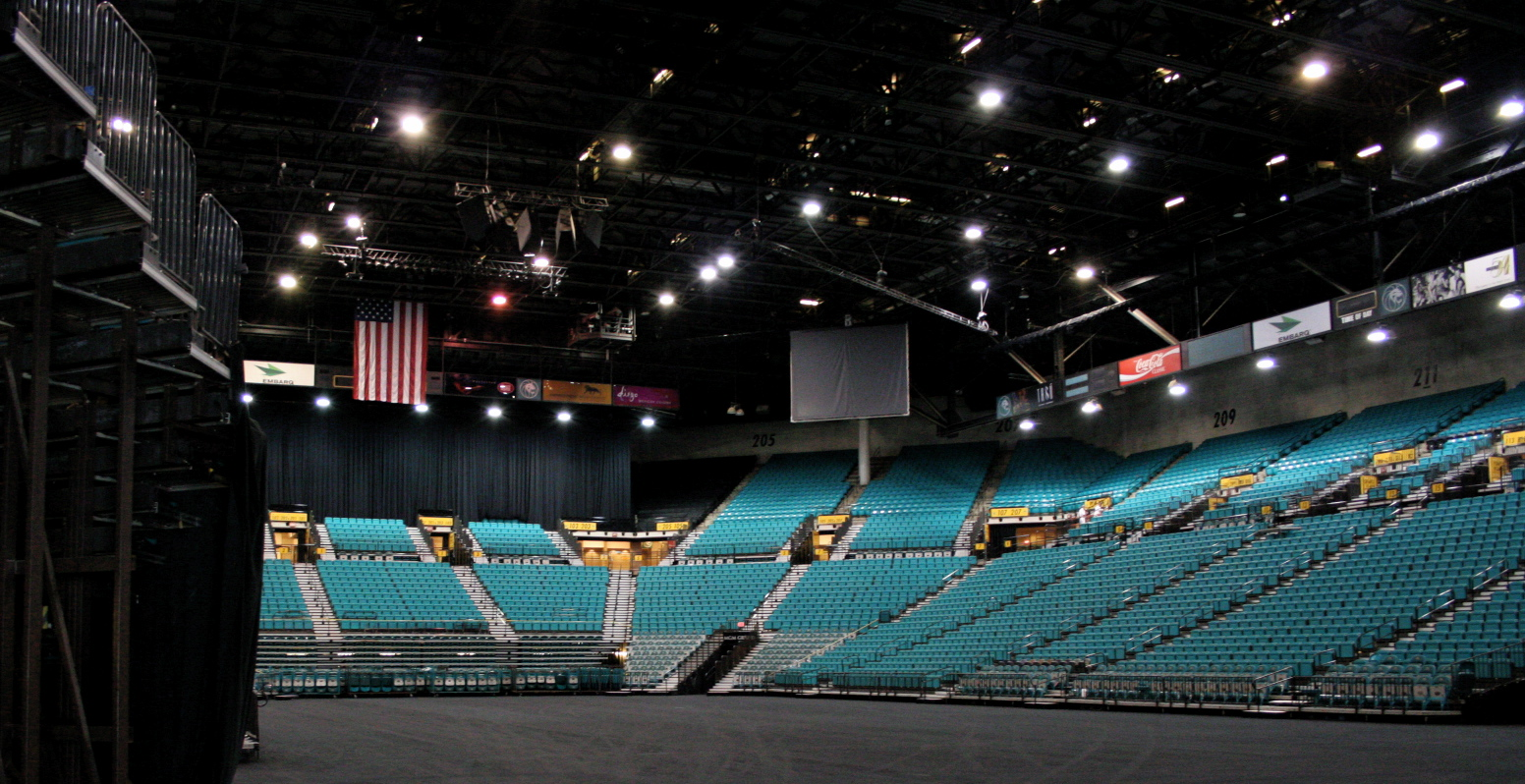
Вид на арену.